# Horst Klauck
Horst Klauck (30 settembre 1931 – 16 agosto 1985) è stato un calciatore tedesco, di ruolo portiere.

## Carriera

### Club
Giocò per dieci anni nel Saarbrucken.

### Nazionale
Con la nazionale della Saar collezionò una presenza.

## Palmarès

### Club

#### Competizioni nazionali
- Ehrenliga Saarland: 1

Saarbrücken: 1950-1951